# آکاسیای دلیبراتا
آکاسیا دلیبراتا (نام علمی: Acacia delibrata) نام یک گونه از سرده آکاسیا است.